# Allograpta fascifrons
Allograpta fascifrons är en tvåvingeart som först beskrevs av Macquart 1846.  Allograpta fascifrons ingår i släktet Allograpta och familjen blomflugor. Inga underarter finns listade i Catalogue of Life.